# Östra Mörskärsfjärden
Östra Mörskärsfjärden är fjärd i södra Skärgårdshavet mellan öarna Östra Mörskär i Kökar på Åland och Utö i Pargas i Egentliga Finland.